# Lutz Bachmann
Lutz Bachmann (Dresde, 26 de enero de 1973) es un activista político alemán. Es considerado el iniciador de la organización abiertamente racista e islamófoba Pegida, así como su actual presidente. Ha sido condenado reiteradamente por diversos delitos (incluidos robos, tráfico de drogas, asalto) y, desde 2016, también por sedición.

## Vida
Bachmann nació en 1973 en Dresde en una familia de carniceros de Coswig. El periódico Breitbart News informa que es hijo de dos maestros. Está casado con Vicky Bachmann, tiene un hijo y vivió hasta mayo de 2016 en Kesselsdorf, cerca de Dresde.

## Educación y actividad profesional
Asistió al Instituto Politécnico (POS) "Leonhard Frank" en Coswig y a la Escuela de Deportes Infantiles y Juveniles (KJS) "Artur Becker" en Dresde. Después de graduarse en la escuela secundaria, completó un aprendizaje como cocinero y trabajó de manera temporal en el puesto de salchichas de su padre. Más tarde trabajó en el bar nocturno Angels Tabledance en Leipzig y en una tienda de teléfonos móviles. En 1992 fundó la agencia de fotografía y publicidad Hotpepperpix. También dirigió con su esposa la empresa DD Advertising en Dresden-Briesnitz.

## Residencia y traslado a España
En mayo de 2016, Bachmann dejó su residencia en Kesselsdorf, cerca de Dresde, y se mudó a Tenerife. A finales de octubre, el Cabildo de Tenerife aprobó una solicitud en la que Bachmann fue declarado persona non grata. La declaración fue iniciada por el partido Podemos y obtuvo el apoyo de todos los demás partidos políticos.

## Procesos penales y penas de prisión
Bachmann ha cometido delitos en distintas ocasiones desde la década de 1990, incluidos asalto, allanamiento, robo y tráfico de drogas. Según informes periodísticos, realizaba robos por encargo para el barrio rojo de Dresde. En 1998 fue sentenciado a tres años y ocho meses de prisión por el Tribunal Regional de Dresde por 16 cargos de hurto. Poco después de la condena, escapó de prisión huyendo a Sudáfrica y vivió allí con un nombre falso durante dos años. Sin embargo, fue identificado por las autoridades de inmigración debido a un visado inválido y posteriormente deportado a Alemania. Después de 14 meses en prisión en la prisión de Dresde fue puesto en libertad condicional. 
A finales del verano de 2009, se le encontraron 40 gramos de cocaína y, en otra ocasión, 54 gramos. En febrero de 2010, el Tribunal Regional de Dresde lo condenó a dos años de prisión en régimen de libertad condicional por tráfico ilícito de estupefacientes en una "cantidad no insignificante" (sección 29a (1) no. 2 BtMG) en dos casos.
En mayo de 2014, Bachmann fue multado por el Tribunal de Distrito de Dresde por no pagar la manutención de su hijo durante nueve meses.

## Premio como ayudante en las inundaciones de 2013
El 17 de enero de 2014 Bachmann fue uno de los 500 ayudantes a quienes la alcaldesa de Dresde, Helma Orosz, le otorgó la condecoración de la Orden para Ayudantes en las Inundaciones de Sajonia (Sächsischer Fluthelferorden 2013) en un evento público en nombre del primer ministro de Sajonia, Stanislaw Tillich. Durante las inundaciones de 2013, organizó el centro de ayuda contra inundaciones en el entonces Estadio Glücksgas con varios grupos de Facebook y recolectando donaciones y suministros de ayuda.

## Patriotas Europeos Contra la Islamización de Occidente

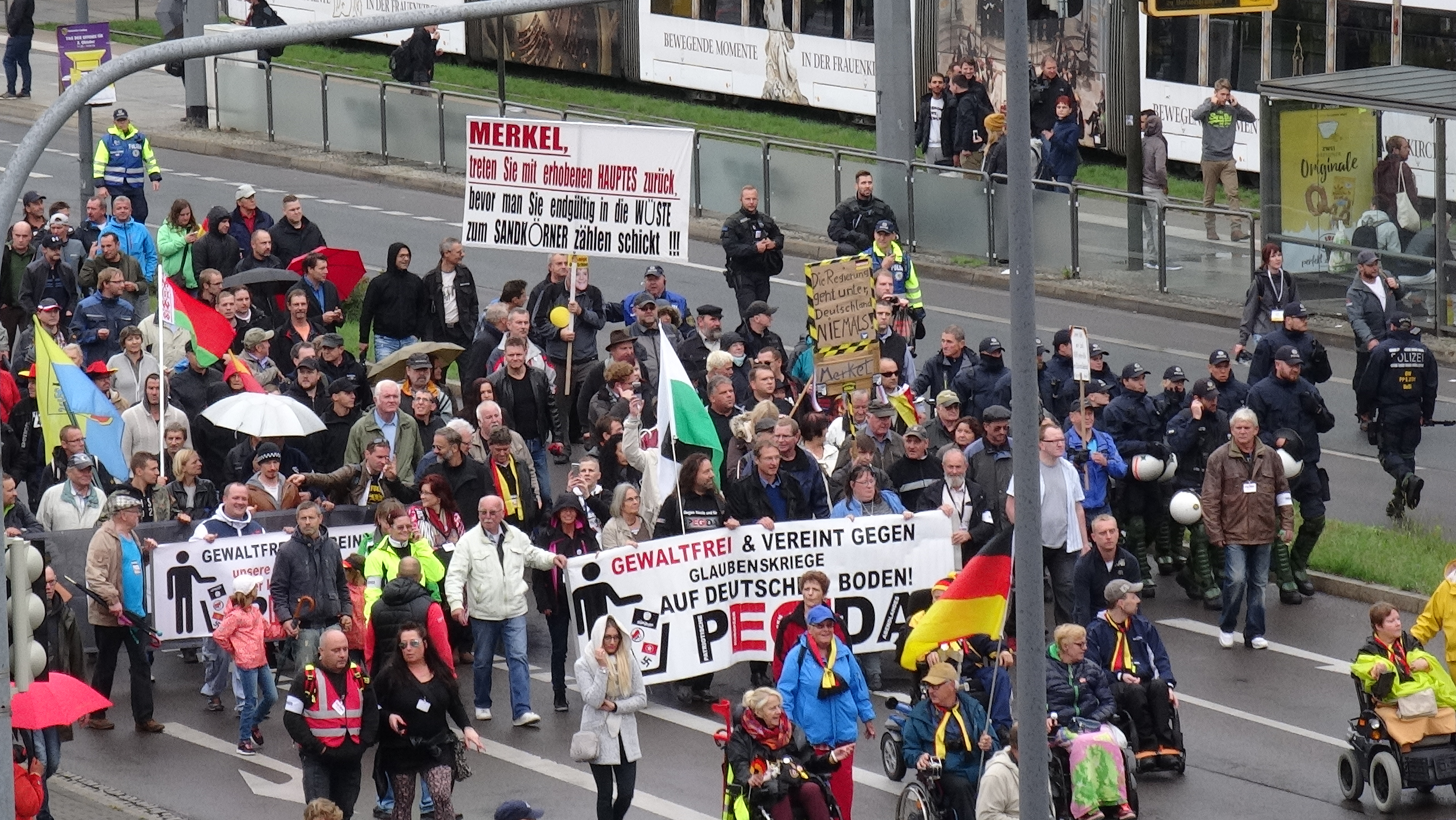
Manifestación de PEGIDA en Dresde 2016-10-03

Es considerado el iniciador, organizador y "rostro visible" de Pegida (Europeos Patrióticos Contra la Islamización de Occidente). Fue orador en las manifestaciones. Durante la reunión de fundación de la asociación del movimiento Pegida el 14 de noviembre de 2014, fue elegido presidente. Su esposa también es miembro activo en la asociación y ha aparecido como oradora en las manifestaciones.
El 21 de enero de 2015, Bachmann dimitió de su cargo en la junta directiva de Pegida después de que la fiscalía de Dresde comenzara a investigarle por sospecha de incitación al odio. Esto fue precedido por los informes de los medios de comunicación sobre las publicaciones racistas de Bachmann en Facebook, en las que menospreciaba a los solicitantes de asilo en septiembre de 2014 como "ganado", "escoria asquerosa" y " vividores", y negaba la existencia de los refugiados de guerra, así como una fotografía de un seguidor del grupo racista Ku Klux Klan que también fue publicada y subtitulada con la frase: Three K’s a day keeps the minorities away ("Tres K's al día mantienen lejos a las minorías") junto al comentario Hätte in Großenhain evtl auch funktioniert... so habense jetzt ein Asylantenhotel ("Podría haber funcionado en Großenhain... así que ahora tienen un hotel para solicitantes de asilo") Además, salió a la luz una foto suya posando como Adolf Hitler. Bachmann explicó que lo había hecho para el lanzamiento del audiolibro de Er ist wieder da. Inmediatamente después de que se conocieran sus publicaciones, Bachmann borró su perfil de Facebook.
A finales de febrero de 2015, se supo que Bachmann volvía a ser uno de los tres miembros de la junta directiva de Pegida tras una votación secreta de la asociación.
Bachmann también participó de forma significativa en las marchas registradas a nivel nacional contra la conversión de un antiguo hotel en un hogar para refugiados y en las llamadas a la violencia relacionadas con ello en Freital. Durante las manifestaciones, que discurrieron bajo la consigna "Frigida", se refirió a los refugiados como "Glücksritter" (Soldado de Fortuna) y a los residentes solidarios con los refugiados como "SAntifa-Einsatzstaffel" (Grupo Operativo SAntifa)
Para las celebraciones del Día de la Unidad Alemana de 2016, que tuvieron lugar en Dresde, Bachmann convocó una manifestación no registrada frente a la Frauenkirche, descrita como una "pausa para fumadores", durante la cual varios cientos de partidarios de Pegida se agolparon e insultaron a los asistentes. La ciudad de Dresde emitió entonces una orden judicial por la que se prohibía a Bachmann y Däbritz registrar o dirigir manifestaciones durante cinco años. Bachmann anunció en la manifestación de Pegida del 7 de noviembre que emprendería acciones legales contra esto.